# Michael P. Spradlin
Michael P. Spradlin indicado ao Edgar Award da série Spy Goddess, The Younger Templar series, bem como várias obras de ficção histórica, incluindo o Western Heritage Award vencedor de Off like the Wind: The Story of the Pony Express. Ele atualmente reside em Lapeer, Michigan, com sua esposa, filha e dois schnoodles Apollo e Willow. Spradlin cresceu em Homer, Michigan e se formou na Homer Community High School em 1978 e frequentou a Central Michigan University, onde se formou em História em 1982.

## Romances
Spy Goddess
- Spy Goddess: Live and Let Shop
- Spy Goddess: To Hawaii, With Love
- Spy Goddess: The Spy Who Totally Had A Crush on Me
- Spy Goddess Manga, Vol I: The Chase for the Chalice
- Spy Goddess Manga, Vol II: The Quest for the Lance

The Youngest Templar
- The Youngest Templar: Keeper of the Grail
- The Youngest Templar: Trail of Fate
- The Youngest Templar: Orphan of Destiny

Série Killer Species
- Killer Species #1: Menace from the Deep
- Killer Species #2: Feeding Frenzy
- Killer Species #3: Out for Blood
- Killer Species #4: Ultimate Attack

Segunda Guerra Mundial
- Into the Killing Seas
- The Enemy Above
- Prisoner of War

Outros trabalhos
- Blood Riders

## Livros de não ficção
Medal of Honor
- Jack Montgomery: World War II: Gallantry at Anzio
- Ryan Pitts: Afghanistan: A Firefight in the Mountains of Wanat
- Leo Thorsniss: Vietnam: Valor in the Sky
- John Basilone: World War II: Bravery at Guadalcanal

## Livros ilustrados
- The Legend of Blue Jacket
- Daniel Boone's Great Escape
- Off like the Wind: The Story of the Pony Express
- Texas Rangers: Legendary Lawmen
- Monster Alphabet

## Livros de humor
- It's Beginning To Look A Lot Like Zombies: A Book Of Zombie Christmas Carols
- Every Zombie Eats Somebody Sometime: A Book Of Zombie Love Songs
- Jack and Jill Went Up To Kill: A Book Of Zombie Nursery Rhymes
- Pirate Haiku: Bilge Sucking Poems of Booty Grog and Wenches For Scurvy Sea Dogs